# Heliconia aurantiaca
Heliconia aurantiaca es una especie de plantas de la familia Heliconiaceae. Se encuentra desde el sudeste de México hasta América Central en Belice; Costa Rica; Guatemala y Nicaragua.

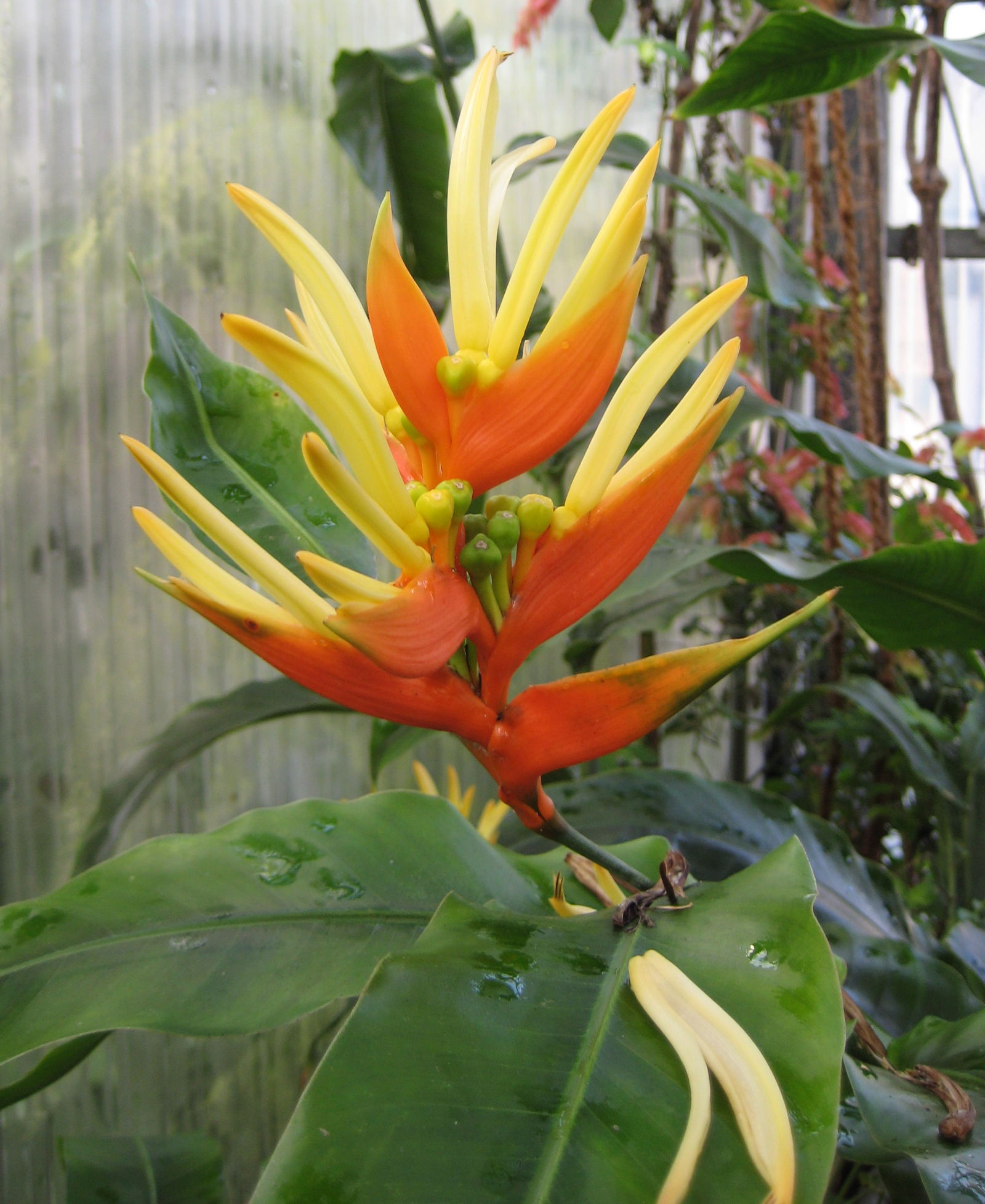
Vista de la planta

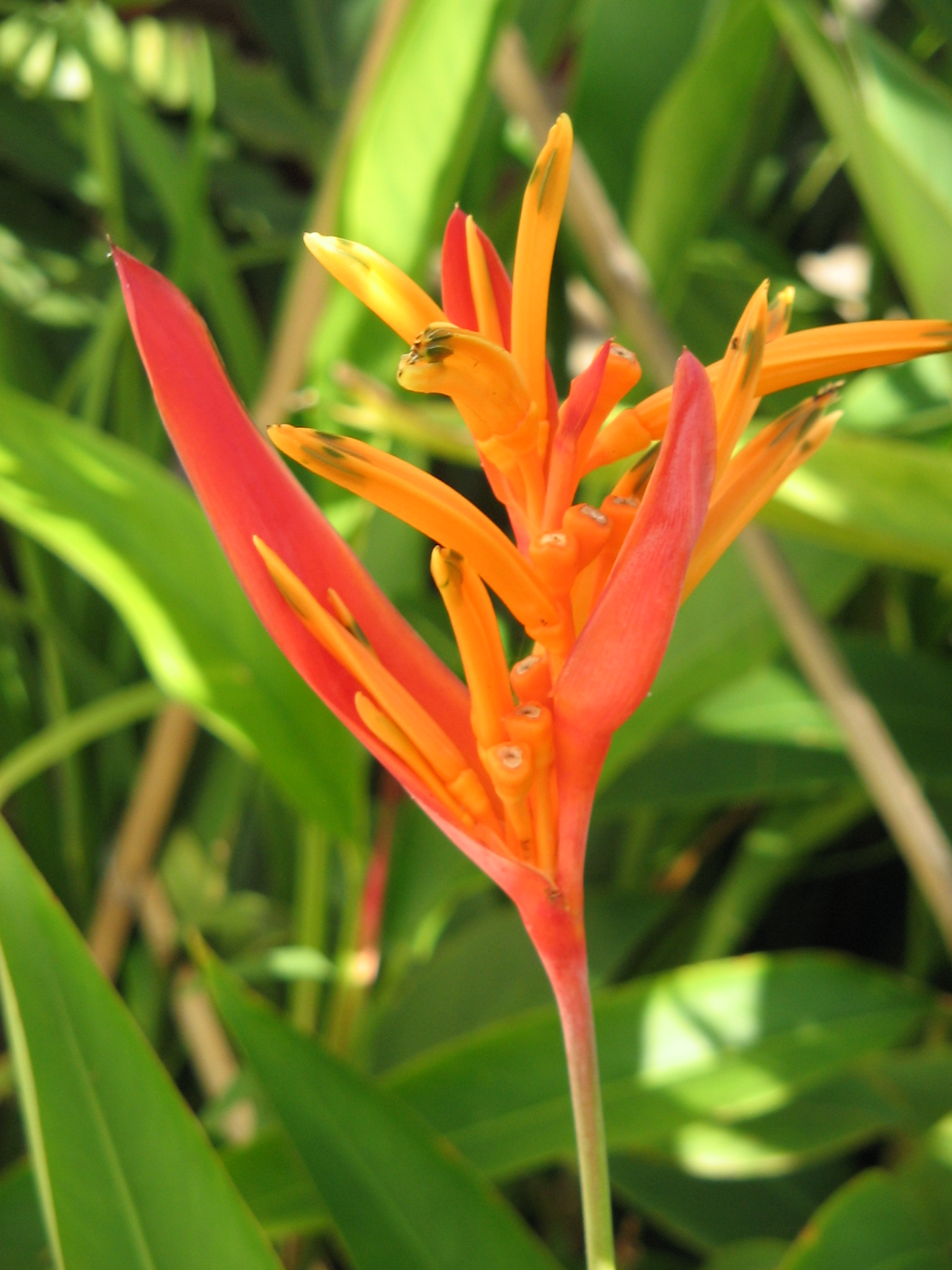
Flor

## Descripción
Tiene un hábito como Zingiber, alcanzando un tamaño de 1–1.5 m de alto. Hojas más largas  de 15–35 cm de largo y 7 cm de ancho, base auriculada, envés verde; sésiles a subsésiles. Pedúnculo hasta de 5 cm de largo, glabro, verde, inflorescencia erecta, hasta 7 cm de largo, raquis verde a anaranjado, glabro; brácteas cincinales dísticas a dispuestas en espiral, 4–6 por inflorescencia, la bráctea media hasta 6 cm de largo y 3 cm de ancho en la base, ápice acuminado, márgenes rectos, la superficie exterior glabra, anaranjada tornándose verde; brácteas florales glabras, blancas; flores 4–7 por cincino, pedicelo glabro, verde; perianto ligeramente curvado en la antesis, 4–5 cm de largo, glabro, amarillo; ovario glabro, amarillo a verde. Drupas glabras.

## Taxonomía
Heliconia aurantiaca fue descrita por Ghiesbr. ex Lem. y publicado en L'illustration horticole 9: t. 332. 1862.
Etimología
Heliconia: nombre genérico que hace referencia a la montaña griega Helicón, lugar sagrado donde se reunían las Musas.
aurantiaca epíteto latíno que significa "dorada".
Sinonimia
- Bihai aurantiaca (Ghiesbr. ex Lem.) Griggs
- Bihai choconiana (S.Watson) Griggs
- Heliconia brevispatha Hook.
- Heliconia choconiana S.Watson[3]